# Мамаду Зонго
Мамаду Зонго (фр. Mamadou Zongo, нар. 8 жовтня 1980, Бобо-Діуласо) — буркінійський футболіст, що грав на позиції нападника, зокрема за нідерландські клубні команди, а також національну збірну Буркіна-Фасо.

## Клубна кар'єра
У дорослому футболі дебютував 1995 року на батьківщині виступами за команду «Расінг де Бобо», звідки наступного року приєднався до івуарійського «АСЕК Мімозас».
1997 року перебрався до Нідерландів, ставши гравцем «Вітесса». Відіграв за команду з Арнема наступні сім сезонів своєї ігрової кар'єри. Згодом по сезону провів у складі «Де Графсхапа» і «ВВВ-Венло».
Згодом у 2006–2007 роках грав за грецький «Етнікос» (Пірей), а завершував ігрову кар'єру 2007 року в румунській «Університаті» (Клуж-Напока).

## Виступи за збірну
1996 року дебютував в офіційних матчах у складі національної збірної Буркіна-Фасо.
У складі збірної був учасником Кубка африканських націй 2000 року в Гані та Нігерії.
Загалом протягом кар'єри в національній команді, яка тривала 10 років, провів у її формі 23 матчі, забивши 13 голів.